# Чепель (футбольный клуб)
«Чепель» — венгерский спортивный клуб, базирующийся в XXI районе Будапешта, Чепель, который находится на острове на Дунае в южной части города. Клуб был основан в 1912 году как «Чепель Торна» («гимнастический клуб»).
«Чепель» является самым успешным венгерским спортивным клубом в плане олимпийских медалей и очков. «Чепель» четыре раза выигрывал чемпионат Венгрии по футболу в сезонах 1941/42, 1942/43, 1947/48 и 1958/59.
Футбольная секция клуба была расформирована после сезона 2001/02. Тогда команда играла во втором дивизионе. Его домашним стадионом был «Беке Тери», который вмещает 14000 человек.
До вылета из элиты в 1996/97 сезоне «Чепель» провёл 51 сезон в первом дивизионе и входит в десятку команд с наибольшим числом матчей в первом дивизионе.

## История
Во время своего единственного участия в Кубке европейских чемпионов 1960 года «Чепель» в квалификации проиграл «Фенербахче» со счётом 4:3. В 1981 году «Чепель» занял второе место в Кубке Митропы, уступив «Татрану». Последним заметным успехом было четвертое место в национальной лиге в 1982/83 сезоне.
В 2000 году футбольная секция клуба была объединёна с первой командой клуба второго дивизиона «III. Керюлет» из Обуды, района на севере Будапешта. Объединённая команда играла в течение следующих двух сезонов под названием «Чепель». Молодёжные команды не объединялись.
В конце сезона 2001/02 футбольная секция «Чепеля» была расформирована. В сезоне 2003/04 бывшие партнёры из Обуды возродили команду под названием «III. Керюлет», она состояла из многих игроков старой команды и воспитанников молодёжного клуба, команда играла в четвёртом дивизионе. В том же году команда ни разу не проиграла и была повышена в третий дивизион, где продолжает играть и сегодня.
Важное значение в настоящее время имеют секции волейбола, борьбы и велогонок. Также историческое значение имеют секции гандбола и бокса.